# Cultura das Maldivas

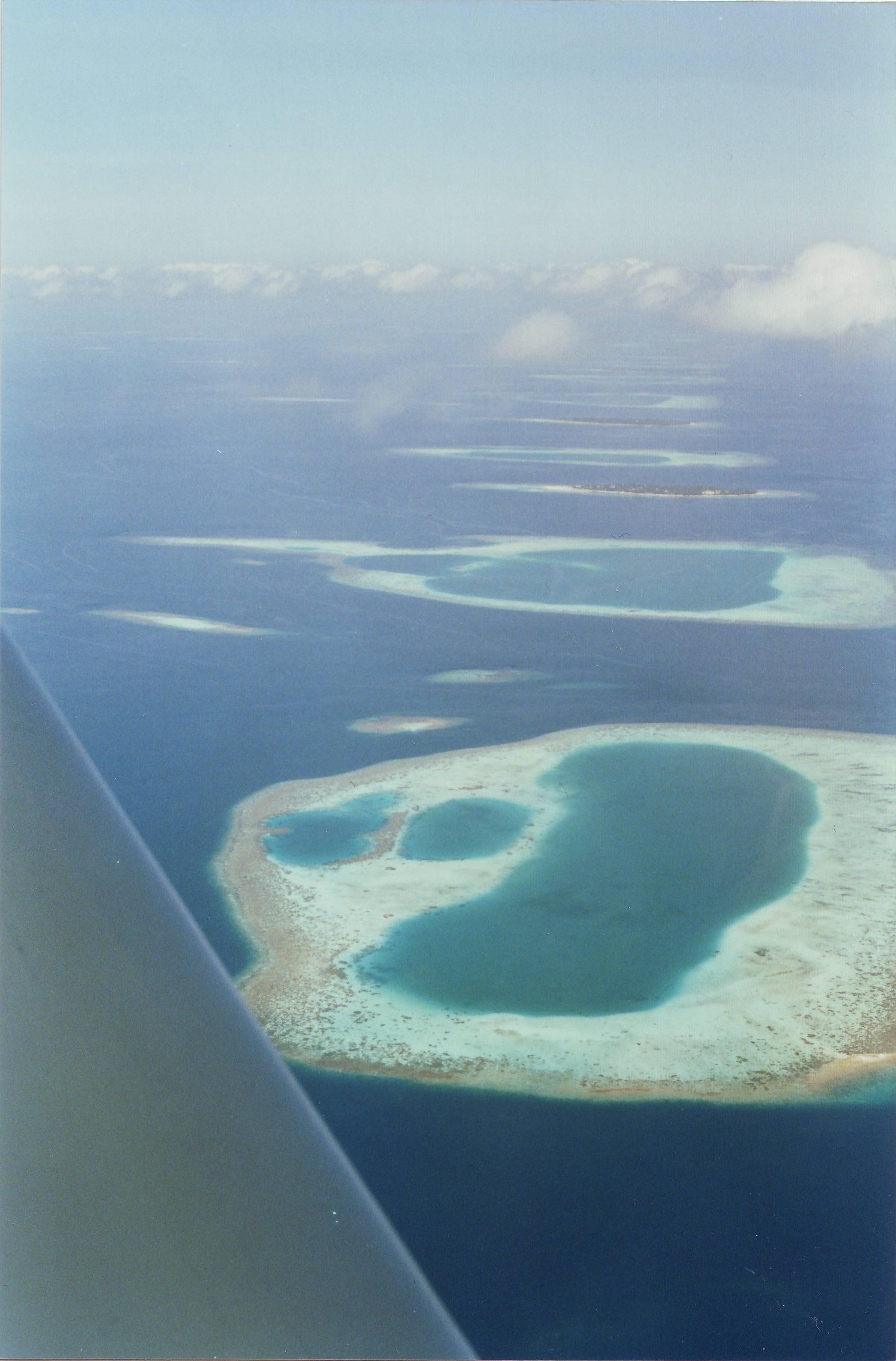
Atóis das Maldivas vistos de um avião.

A cultura das Maldivas foi influenciada por diversos fatores e fontes. Estes incluem sua proximidade com o Sri Lanka, o sul da Índia, o leste da África, a Insulíndia e o Oriente Médio. São notados na cultura do pequeno país, características oriundas da Arábia e da Indonésia. A cultura das Maldivas ainda compartilha semelhanças em muitos aspectos com a encontrada no já citado Sri Lanka e em Kerala.

## Música
A música das Maldivas teve suas raízes na cultura africana. Um dos exemplos de gêneros musicais encontrados é o Bodu-Beru, muito conhecido no país.

## Artes e culinária
Assim como outras características da cultura, as manifestações artísticas e a culinária local possuem grande influência das culturas encontradas na África e na Ásia.

## Religião
As Maldivas são quase exclusivamente uma sociedade islâmica. Acredita-se que o islamismo tenha chegado ao país por volta do século XII. Devido ao seu "isolamento" dos centros históricos do islã no Oriente Médio e na Ásia, no entanto, algumas opiniões e atitudes pré-islâmicas sobreviveram com o passar do tempo.

## Divórcio
Uma característica da sociedade que se destaca, dado o fato de ser uma nação islâmica, é o número elevado de casamentos que terminam em divórcio. Isso demonstra certo grau de autonomia que as mulheres das Maldivas possuem sobre suas vidas.

## Cultura popular: osJinns
Vários habitantes acreditam na existências dos jinns (termo árabe que significa "Gênio") ou "espíritos ruins". Para se protegerem da influência destas entidades, as pessoas utilizam diversos recursos, tais como rituais.
O estudo desta tradição fez com que observadores identificassem um sistema mágico-religioso paralelo ao islamismo, conhecido pelo nome de fanditha, que forneceria, segundo os crentes, a melhoria em suas vidas e a solução de problemas pessoais.
Entretanto, está é uma tradição que está morrendo e, atualmente, é mais encontrada nas áreas rurais do país.